# Sinédrio
Le Sinédrio était une association secrète portugaise créée le 22 janvier 1818 par le juge Manuel Fernandes Tomás et par José Ferreira Borges, José da Silva Carvalho et J. Ferreira Viana à Porto. 
Sa création vise à l'implantation du libéralisme au Portugal après la révolution espagnole du 9 mars 1820. Il sera dissous après la révolution libérale qui éclata à Porto le 24 août 1820; certains de ses membres participant à la Junte Provisoire du Gouvernement Suprême du Royaume qui dirigera le pays pendant les premières temps de la période libérale.